# Tarka rétihéja
A tarka rétihéja (Circus melanoleucos)  a madarak osztályának a vágómadár-alakúak (Accipitriformes) rendjébe, ezen belül a vágómadárfélék családjába tartozó faj.

## Előfordulása
Oroszország, Banglades, Bhután, Kambodzsa, Kína, Hongkong, India, Indonézia, Japán, Észak-Korea, Dél-Korea, Laosz, Malajzia, Mongólia, Mianmar, Nepál, Pakisztán, a Fülöp-szigetek, Szingapúr, Srí Lanka, Tajvan, Thaiföld és Vietnám területén honos.